# Plan Magellan
Le nouveau décret du 19 décembre 2002, émis par le Gouvernement de la Communauté française, comportait les dispositions nécessaires à la mise en œuvre du Plan Magellan.

## Description
Approuvé le 9 octobre 2002 par le Conseil d’administration de l’entreprise, celui-ci vise « à moderniser et à développer » la RTBF. Il s’agit essentiellement d’un plan de relance, de rénovation et de réinvestissement. Le plan Magellan prévoit notamment de transformer l’offre radio et de repositionner l’offre TV en améliorant la spécificité et la cohérence des chaînes.
Les radios sont réformées : Bruxelles Capitale et Fréquence Wallonie fusionnent pour donner naissance à VivaCité. Radio 21 se scinde en une chaîne classic rock (Classic 21) et une chaîne musicale « jeune » (Pure FM). Les deux chaînes de télévision sont elles aussi remaniées. La Une et La Deux adoptent désormais une programmation plus complémentaire.   
Le Plan Magellan établit également un budget d’investissement de 126 millions € pour l’immobilier et de nouveaux moyens technologiques. Le nouveau texte, enfin, ajoute aux missions de la RTBF, l’obligation de veiller à assurer l’information dans sa dimension régionale et de proximité en valorisant la vie culturelle et associative.